# Liste der Naturschutzgebiete im Wetteraukreis
Im hessischen Wetteraukreis gibt es ca. 40 Naturschutzgebiete mit einer Gesamtfläche von 1.672,45 Hektar. Für ihre Verwaltung ist die Obere Naturschutzbehörde Darmstadt zuständig, die Mehrzahl der Schutzgebiete wird durch Hessen-Forst betreut.
| Name                                                                  | Bild | Kennung                 | Einzelheiten | Position | Fläche Hektar | Datum |
| --------------------------------------------------------------------- | ---- | ----------------------- | --- | -------- | ------------- | ----- |
| Bruch von Heegheim                                                    | BW   | 1440001 WDPA: 81465     | OSM-Link zur Kartendarstellung: „Bruch von Heegheim“ | ⊙        | 10,58         | 1976  |
| Im Grenzstock von Gettenau                                            | BW   | 1440003 WDPA: 81979     | OSM-Link zur Kartendarstellung: „Im Grenzstock von Gettenau“ | ⊙        | 6,41          | 1979  |
| Ludwigsquelle                                                         |      | 1440004 WDPA: 82118     | OSM-Link zur Kartendarstellung: „Ludwigsquelle“ | ⊙        | 16,71         | 1974  |
| Nachtweid von Dauernheim                                              |      | 1440005 WDPA: 82200     | OSM-Link zur Kartendarstellung: „Nachtweid von Dauernheim“ | ⊙        | 78,88         | 1978  |
| Salzwiesen von Münzenberg                                             |      | 1440006 WDPA: 82480     | Münzenberg, Lich Binnenlandsalzwiesen, Feuchtwiesen, Schilf- und Seggenbestände, Magerrasen und Erlenbruchwald. OSM-Link zur Kartendarstellung: „Salzwiesen von Münzenberg“                                | ⊙        | 64,25         | 1977  |
| Nidderauen von Stockheim                                              |      | 1440007 WDPA: 82246     | Stockheim, Glauberg und Effolderbach (Stadt Ortenberg) OSM-Link zur Kartendarstellung: „Nidderauen von Stockheim“                                                                                          | ⊙        | 51,06         | 1981  |
| Buschwiesen von Höchst                                                |      | 1440008 WDPA: 81495     | OSM-Link zur Kartendarstellung: „Buschwiesen von Höchst“ | ⊙        | 62,34         | 1982  |
| Salzwiesen von Wisselsheim                                            |      | 1440009 WDPA: 82481     | OSM-Link zur Kartendarstellung: „Salzwiesen von Wisselsheim“ | ⊙        | 23,06         | 1982  |
| Salzwiesen und Weinberg von Selters                                   | BW   | 1440010 WDPA: 82479     | OSM-Link zur Kartendarstellung: „Salzwiesen und Weinberg von Selters“ | ⊙        | 32,71         | 1982  |
| Am Mähried bei Staden                                                 |      | 1440011 WDPA: 81290     | OSM-Link zur Kartendarstellung: „Am Mähried bei Staden“ | ⊙        | 107,74        | 1983  |
| Klosterwiesen von Rockenberg                                          |      | 1440012 WDPA: 164154    | OSM-Link zur Kartendarstellung: „Klosterwiesen von Rockenberg“ | ⊙        | 39,74         | 1983  |
| Talauen von Nidder und Hillersbach bei Gedern und Burkhards           |      | 1440013 WDPA: 82683     | OSM-Link zur Kartendarstellung: „Talauen von Nidder und Hillersbach bei Gedern und Burkhards“ | ⊙        | 252,89        | 1982  |
| Im Rußland und in der Kuhweide bei Lindheim                           | BW   | 1440014 WDPA: 163882    | OSM-Link zur Kartendarstellung: „Im Rußland und in der Kuhweide bei Lindheim“ | ⊙        | 235,66        | 1984  |
| Mittlere Horloffaue                                                   |      | 1440015 WDPA: 164639    | Wölfersheim, Nidda, Hungen Tagebaurestloch (Unterer Knappensee) in der Horloff-Aue; Rastplatz für Wasservögel und Brutgebiet des Großen Brachvogels. OSM-Link zur Kartendarstellung: „Mittlere Horloffaue“ | ⊙        | 188,51        | 1984  |
| Basaltsteinbruch von Heegheim                                         | BW   | 1440016 WDPA: 162346    | OSM-Link zur Kartendarstellung: „Basaltsteinbruch von Heegheim“ | ⊙        | 6,09          | 1984  |
| Kist von Berstadt                                                     |      | 1440017 WDPA: 164103    | OSM-Link zur Kartendarstellung: „Kist von Berstadt“ | ⊙        | 8,79          | 1984  |
| Heißbachgrund von Michelnau                                           |      | 1440018 WDPA: 163617    | OSM-Link zur Kartendarstellung: „Heißbachgrund von Michelnau“ | ⊙        | 59,54         | 1984  |
| Bingenheimer Ried                                                     |      | 1440019 WDPA: 162418    | OSM-Link zur Kartendarstellung: „Bingenheimer Ried“ | ⊙        | 81,24         | 1985  |
| Am Hechtgraben bei Dorheim                                            |      | 1440020 WDPA: 162158    | OSM-Link zur Kartendarstellung: „Am Hechtgraben bei Dorheim“ | ⊙        | 11,4          | 1987  |
| Wingertsberg bei Oppershofen                                          |      | 1440021 WDPA: 166329    | OSM-Link zur Kartendarstellung: „Wingertsberg bei Oppershofen“ | ⊙        | 2,91          | 1988  |
| Magertriften von Ober-Mörlen und Ostheim                              |      | 1440023 WDPA: 164537    | OSM-Link zur Kartendarstellung: „Magertriften von Ober-Mörlen und Ostheim“ | ⊙        | 77,52         | 1990  |
| Breitwiese bei Steinfurth und Oppershofen                             |      | 1440024 WDPA: 162557    | OSM-Link zur Kartendarstellung: „Breitwiese bei Steinfurth und Oppershofen“ | ⊙        | 16,39         | 1990  |
| Schwelteich von Echzell                                               | BW   | 1440025 WDPA: 165529    | OSM-Link zur Kartendarstellung: „Schwelteich von Echzell“ | ⊙        | 9,13          | 1991  |
| Wiesen am Alteberg bei Rodheim                                        |      | 1440026 WDPA: 166291    | OSM-Link zur Kartendarstellung: „Wiesen am Alteberg bei Rodheim“ | ⊙        | 16,55         | 1993  |
| Hölle von Rockenberg                                                  |      | 1440027 WDPA: 163763    | OSM-Link zur Kartendarstellung: „Hölle von Rockenberg“ | ⊙        | 10,36         | 1993  |
| In der Metz bei Münzenberg                                            |      | 1440028 WDPA: 163909    | OSM-Link zur Kartendarstellung: „In der Metz bei Münzenberg“ | ⊙        | 21,34         | 1994  |
| Im üblen Ried bei Wallernhausen                                       |      | 1440029 WDPA: 163889    | OSM-Link zur Kartendarstellung: „Im üblen Ried bei Wallernhausen“ | ⊙        | 37,39         | 1995  |
| Am Faulenberg bei Dauernheim                                          |      | 1440030 WDPA: 162149    | OSM-Link zur Kartendarstellung: „Am Faulenberg bei Dauernheim“ | ⊙        | 21,45         | 1995  |
| Seemenbachtal bei Rinderbügen                                         | BW   | 1440032 WDPA: 319103    | OSM-Link zur Kartendarstellung: „Seemenbachtal bei Rinderbügen“ | ⊙        | 8,47          | 1995  |
| Wittbachtal bei Himbach                                               | BW   | 1440033 WDPA: 166340    | OSM-Link zur Kartendarstellung: „Wittbachtal bei Himbach“ | ⊙        | 3,56          | 1995  |
| Burg bei Unter-Widdersheim                                            |      | 1440034 WDPA: 162640    | OSM-Link zur Kartendarstellung: „Burg bei Unter-Widdersheim“ | ⊙        | 6,44          | 1995  |
| Bleichenbachtal zwischen Bergheim und Bleichenbach                    | BW   | 1440035 WDPA: 162454    | OSM-Link zur Kartendarstellung: „Bleichenbachtal zwischen Bergheim und Bleichenbach“ | ⊙        | 25,2          | 1996  |
| Pfingstweide und Kloppenheimer Wäldchen                               |      | 1440036 WDPA: 318943    | OSM-Link zur Kartendarstellung: „Pfingstweide und Kloppenheimer Wäldchen“ | ⊙        | 12,38         | 1997  |
| Teufelsee und Pfaffensee zwischen Echzell und Reichelsheim-Weckesheim | BW   | 1440037 WDPA: 319206    | OSM-Link zur Kartendarstellung: „Teufelsee und Pfaffensee zwischen Echzell und Reichelsheim-Weckesheim“ | ⊙        | 93,71         | 1998  |
| Basaltsteinbruch bei Glashütten                                       |      | 1440038 WDPA: 318168    | OSM-Link zur Kartendarstellung: „Basaltsteinbruch bei Glashütten“ | ⊙        | 6,98          | 1998  |
| Im alten See bei Gronau                                               |      | 1440039 WDPA: 318587    | OSM-Link zur Kartendarstellung: „Im alten See bei Gronau“ | ⊙        | 40,63         | 2002  |
| Quarzitbruch bei Rosbach                                              |      | 1440040 WDPA: 555514019 | Ehemaliger Quarzit-Steinbruch. OSM-Link zur Kartendarstellung: „Quarzitbruch bei Rosbach“ | ⊙        | 5,14          | 2010  |
| Kaolingrube Ortenberg                                                 |      | 1440041 WDPA: 378106    | Ortenberg OSM-Link zur Kartendarstellung: „Kaolingrube Ortenberg“ | ⊙        | 3,24          | 2005  |
| Kiesgrube Laukertsberg bei Nieder-Mörlen                              |      | 1440043 WDPA: 555690863 | OSM-Link zur Kartendarstellung: „Kiesgrube Laukertsberg bei Nieder-Mörlen“ | ⊙        | 15,70         | 2019  |
| Eichköppel bei Eichelsdorf                                            |      | 1535039 WDPA: 162891    | Ist per Kennung 1535xxx dem Vogelsbergkreis zugeordnet, vgl. Liste der Naturschutzgebiete im Vogelsbergkreis                                                                                               | ⊙        | 42            | 1995  |
| Legende für Naturschutzgebiet                                         |      |                         | |          |               |       |